# 1976년 동계 올림픽 이탈리아 선수단
1976년 동계 올림픽 이탈리아 선수단은 오스트리아 인스브루크에서 개최된 1976년 동계 올림픽에 참가한 올림픽 이탈리아 선수단이다.

## 메달 집계

### 종목별 메달 수
| 종목 | 1 | 2 | 3 | 합계 |

## 스피드 스케이팅
- 이바노 밤베르히
- 마우리치오 마체토
- 플로리아노 마텔로
- 지오파니 판시에라
- 브루노 토니올리
- 로리스 벨라